# John Chapman (presbitero)
John Chapman (Mid Suffolk, 25 aprile 1865 – 7 novembre 1933) è stato un presbitero britannico dell'ordine benedettino.
Dopo essere stato ordinato sacerdote della Chiesa Cattolica all'età di venticinque anni, nel 1929 fu nominato quarto abate dell'Abbazia di Downside della Congregazione d'Inghilterra.
Studioso del Nuovo Testamento e della patristica, difese la priorità del Vangelo secondo Matteo. Fu un contributore dell'Enciclopedia Cattolica e il fondatore della Worth School, una delle poche scuole indipendenti cattoliche de Regno Unito.

## Biografia
Henry Palmer Chapman nacque ad Ashfield cum Thorpe, nel Suffolk, figlio di un canonico anglicano della Cattedrale di Ely. A causa di una salute cagionevole, Henry fu dapprima educato privatamente fra le mura domestiche, e poi al collegio Christ Church di Oxford (1883-1886), dove conseguì una laurea di prima classe in Litterae humaniores. L'anno successivo completò un corso di teologia con un titolo di terza classe e decise di diventare sacerdote della Chiesa d'Inghilterra.

Dopo essersi formato a Cuddesdon vicino a Oxford, Chapman fu ordinato diacono nel 1889 e venne assegnato alla parrocchia di St Pancras, a Londra. Preoccupato dalle tesi sostenute dalla Chiesa d'Inghilterra, poco tempo dopo la festa della SS. Trinità si convertì al Cattolicesimo.

Nel dicembre del 1890, Chapman fu battezzato condizionatamente presso il Brompton Oratory di Londra. Nell'aprile del 1891, entrò nel noviziato gesuita a Manresa House, Roehampton (odierna Parkstead House), che lasciò otto mesi più tardi.

Fu quindi ammesso nell'abbazia benedettina di Maredsous, in Belgio, nella quale ritrovò Bede Camm, un amico di Cuddesdon. Chapman ricevette il nome religioso di "Giovanni" e emise semplici voti il 25 marzo 1893, seguiti da quelli solenni nella Solennità di Pentecoste del 1895. Ordinato sacerdote, si trasferì nell'Abbazia di Erdington, non distante da Birmingham, dove rimase fino al 1912, prestando servizio come maestro del noviziato e poi come priore, con frequenti visite alla biblioteca del St Mary's College nella vicina Oscott.
Dopo aver trascorso nove mesi a Maredsous, nel febbraio del 1913 Chapman ricoprì temporaneamente il ruolo di superiore della comunità monastica di Caldey (odierna all'Abbazia di Prinknash), finché fu accolto nella Chiesa cattolica romana nel 1913-14.
Allo scoppio della prima guerra mondiale (1914-1918), Chapman fu nominato professore di teologia all'Abbazia di Downside, nella quale si unì ai numerosi monaci che erano fuggiti da Maredsous in Inghilterra. All'inizio del 1915, quando questi monaci si trasferirono in Irlanda, divenne cappellano dell'esercito britannico. Dopo un periodo iniziale di addestramento, la sua brigata arrivò in Francia nel luglio del 1915. Trascorse l'autunno in trincea, quando novembre del 1915 fu ricoverato in ospedale per i postumi di un infortunio al ginocchio. Dimesso dall'ospedale, fu assegnato per diversi mesi di stanza a Boyton Camp, nel Wiltshire, e poi tornò in Francia. Alla fine del 1917, fu trasferito in Svizzera, dove erano necessari cappellani poliglotti per i campi di prigionia, e lì rimase fino all'armistizio.

Nel 1919, Chapman trasferì la propria residenza monastica a Downside Abbey, ma trascorse a Roma la maggior parte dei quattro anni successivi, collaborando col gruppo di lavoro incaricato di pubblicare traduzione riveduta della Vulgata. Nel 1922 rientrò a Downside, dove nel '29 fu eletto abate dalla comunità.

Si occupò dell'opera degli abati Cuthbert Butler e Leander Ramsay, suoi predecessori, e completò la trasformazione di Downside in un'abbazia moderna nel solco della tradizione benedettina. Nel 1933, acquistò dal visconte Cowdray la proprietà, poi chiamata "Paddockhurst", nella quale fondò Worth Priory, che divenne indipendente da Downside nel '57 e da Worth Abbey nel '65.

## Studi e ministero
Direttore spirituale ricercato e autorità sulla preghiera, sulla vita spirituale e sulla teologia mistica, John Chapman fu ritenuto uno dei maggiori studiosi di patristica del suo tempo. Era anche un pianista di talento e un umanista cristiano in linea di continuità con la tradizione. Correva voce che avesse letto tutti i 378 volumi della patrologia Migne, avendo un'ottima padronanza dell greco e del latino, così come del francese, dell'italiano e del tedesco.
Fra i suoi contributi nel campo degli studi biblici e della patristica più attuali, si ricordano le ricerche su Cipriano, Giovanni il Presbitero, la priorità del Vangelo secondo Matteo, che secondo Chapman fu il testo evangelico scritto per primo.

John Bernard Orchard, ordinato nel '32, costruì un sinossi dei quattro Vangeli in greco e inglese, e sintetizzò le intuizioni sue e del suo mentore circa la sequenza Matteo-Luca-Marco-Giovanni alla luce degli autori patristici e paleocristiani.